# エリカ・リーセン
エリカ・リーセン（Erica Lei Leerhsen 1976年2月14日 - ）は、アメリカ合衆国・ニューヨーク出身の女優。初期の頃はエリカ・リーアセンと表記されていた。
父親はニューヨーク・タイムズ系列のゴシップ週刊誌“Us Weekly”の編集長だった。
『ブレアウィッチ2』、『テキサス・チェーンソー』といったホラー映画への出演で有名で、“現代の絶叫クイーン”と呼ばれる事もある。『テキサス・チェーンソー』のオーディションの際、絶叫があまりにも大きかったため、他の階の人々が女性が襲われていると勘違いして警察に通報したというエピソードがある。

## 主な出演作品
- ブレアウィッチ2 Book of Shadows: Blair Witch 2 (2000)
- 堕ちた弁護士 -ニック・フォーリン- The Guardian (2001 - 2002) テレビドラマ、アマンダ・バウルズ役（レギュラー出演）
- さよなら、さよならハリウッド Hollywood Ending (2002)
- 僕のニューヨークライフ Anything Else (2003)
- テキサス・チェーンソー The Texas Chainsaw Massacre (2003)
- エイリアス Alias (2003) テレビドラマ、ゲスト出演
- モーツァルトとクジラ Mozart and the Whale (2006)
- クライモリ デッド・エンド Wrong Turn 2: Dead End (2007) 劇場未公開
- ディストラクション 合衆国滅亡 Living Hell (2008) 劇場未公開
- バタフライルーム The Butterfly Room (2012) 劇場未公開
- マジック・イン・ムーンライト Magic in the Moonlight (2014)